# Магњезитовце
Магњезитовце (слч. Magnezitovce) насељено је мјесто са административним статусом сеоске општине (слч. obec) у округу Ревуца, у Банскобистричком крају, Словачка Република.

## Становништво
| Година:    | 1994. | 2004.   | 2014.   | 2024.   |
| ---------- | ----- | ------- | ------- | ------- |
| Број људи: | 433   | 429     | 470     | 438     |
| Разлика:   |       | -0,92 % | +9,55 % | -6,80 % |

| Година:    | 2023. | 2024.   |
| ---------- | ----- | ------- |
| Број људи: | 439   | 438     |
| Разлика:   |       | -0,22 % |

Према подацима о броју становника из 2011. године насеље је имало 460 становника.